# Staufen im Breisgau
Staufen im Breisgau (in alemanno Staufe im Brisgau) è un comune tedesco di 7 757 abitanti, situato nel land del Baden-Württemberg. La città ha 8 300 abitanti e insieme al Comune di Münstertal forma un'unione amministrativa dei Comuni e con la città Bad Krozingen un centro di media grandezza a sud di Friburgo.

## Crepe da sollevamento
A partire dal 2007 le trivellazioni alla ricerca di energia geotermica per il riscaldamento del municipio ristrutturato hanno portato al sollevamento del terreno nella città vecchia, che fino a ottobre 2010 avevano causato crepe in 268 case, delle quali 127 sono state danneggiate in modo particolarmente grave. Entro settembre 2012 è stato possibile ridurre il sollevamento da un centimetro al mese a tre millimetri. Nel 2020 il Land faceva conto di dover pompare via in modo permanente le acque sotterranee per evitare danni agli edifici. Eventi simili si erano già verificati in precedenza altrove, per esempio a Kamen nella regione della Ruhr nonché a Rudersberg nel circondario del Rems-Murr in Baden-Württemberg.

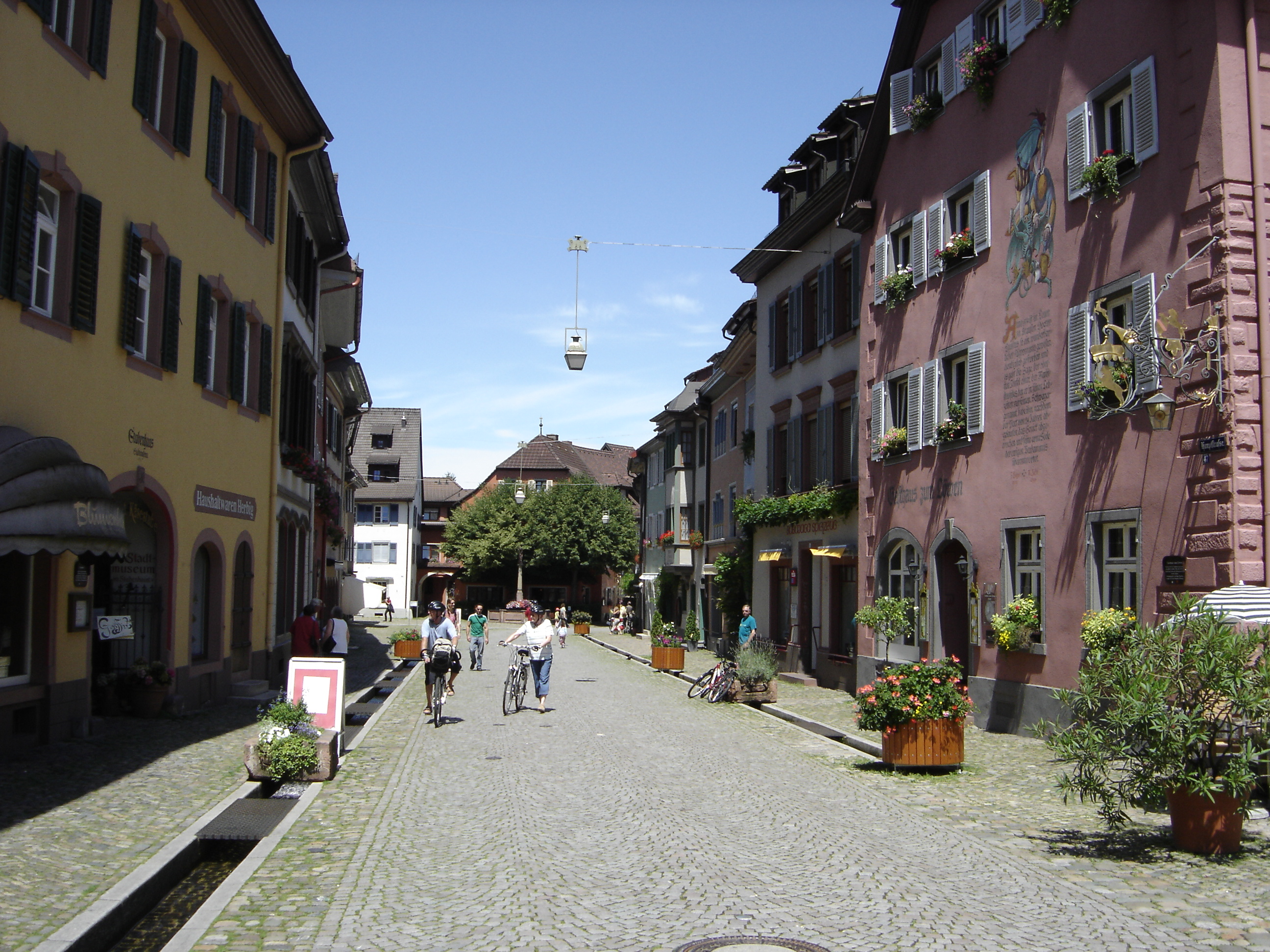
Veduta di Staufen